# 漫喫漫玉日記 深夜便
『満喫漫玉日記 深夜便』（まんきつまんたまにっき しんやびん）は、桜玉吉による日本のギャグ漫画。月刊コミックビーム（エンターブレイン）での『御緩漫玉日記』の連載終了後、およそ5年間の休筆期間を経て同誌に不定期掲載された。本作はこれらの掲載作品を「漫玉日記」シリーズの第4作としてまとめた短編集。

## 概要
作者の桜玉吉が、コミックビームでの休筆期間中だった2011年3月11日以降の自身の近況を描いた内容。本作は、執筆時に作者が生活拠点としていた漫画喫茶及びその周辺が舞台となっている。休筆前に見られた鬱から来ていたとされる実験的で破綻した描写は無くなり、淡々と自身の近況が綴られている。

## 登場人物
桜玉吉
作者本人。

## 単行本
- 桜玉吉『漫喫漫玉日記 深夜便』 エンターブレイン〈ビームコミックス〉、全1巻
  1. 2013年11月25日刊行 ISBN 978-4-04-729279-6